# Hallberg-Rassy 310

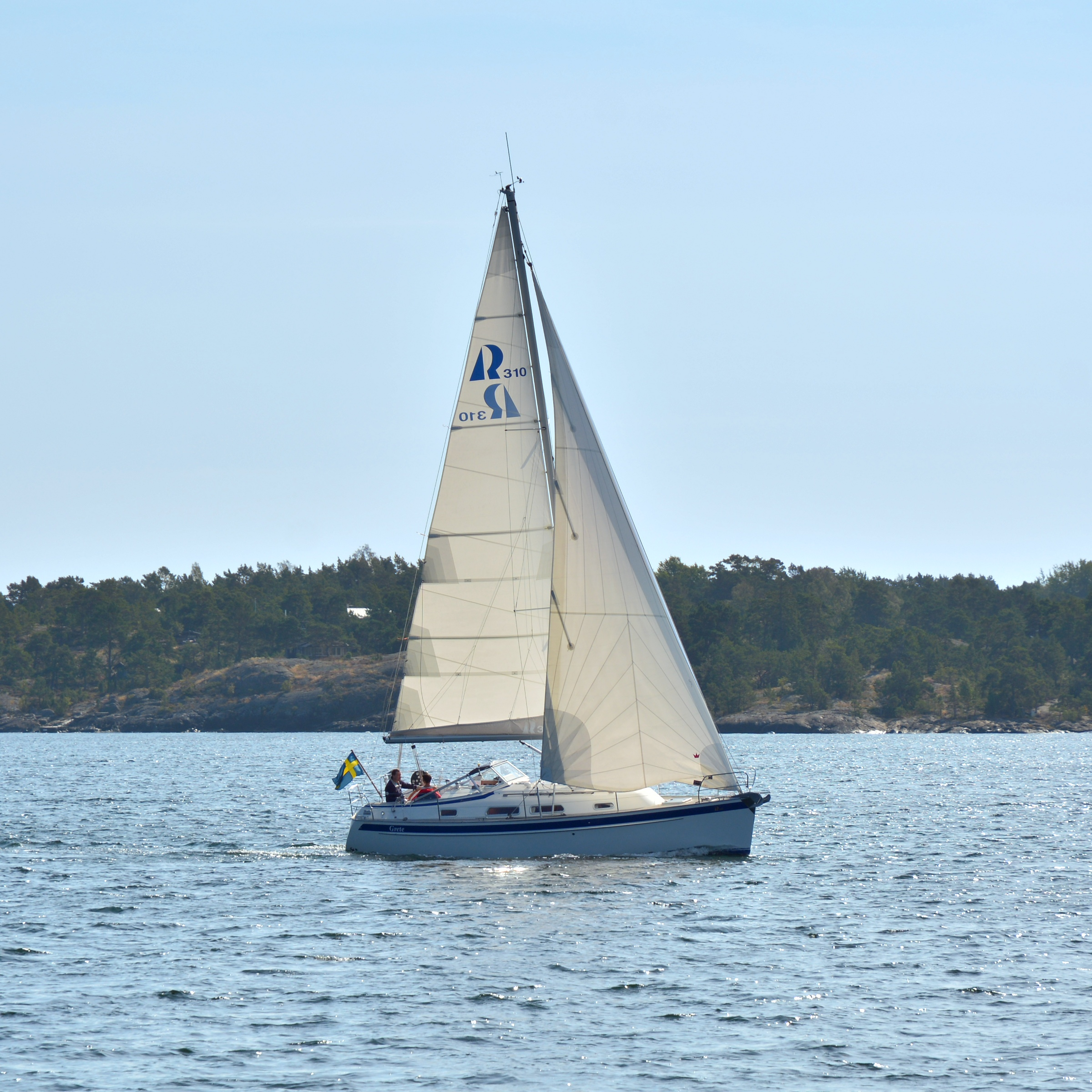
Hallberg-Rassy 310

Die Hallberg-Rassy 310 ist eine Hochsee-Segelyacht der schwedischen Bootswerft Hallberg-Rassy. Für den Entwurf des am 21. August 2009 offiziell als Nachfolger der Hallberg-Rassy 31 vorgestellten Boots ist German Frers verantwortlich. Sie gewann die Regatta Tjörn runt 2009.

## Konstruktion
Wie bereits beim etwas größeren Modell Hallberg-Rassy 372 wurde der Rumpf besonders im Hinblick auf sportliche Fahrweise modifiziert; ebenfalls diese Eigenschaft unterstützt eine Rollfockanlage, die sich unterhalb des Decks befindet. Innerhalb des mit glasfaserverstärkten Kunststoffs in Sandwichbauweise verschalten Rumpfs mit einem Divinycellschaumkern findet vor allem Mahagoni Anwendung; dort finden ein Kartentisch, eine Pantry, ein Essensraum, ein Bad mit Dusche und zwei Doppelkabinen, die jeweils im Bug und achtern zu finden sind, Platz. Als Deckauflage wird Teak verwendet. Das Heck kann als Badeplattform verwendet werden. Als Antrieb steht ein Dreizylinder-Dieselmotor mit 22 PS von Yanmar zur Verfügung.

## Pressestimmen
„137.860 Euro kostet die neue HR 310 in ihrer umfangreichen Basisausstattung. Das ist vergleichsweise viel Geld. Die Kunden bekommen dafür ein umfangreiches, attraktives und fast fehlerfreies Gesamtpaket geliefert.“

## Technische Daten
| Kenngröße                         | Hallberg-Rassy 31                        |
| --------------------------------- | ---------------------------------------- |
| Länge                             | 9,42 m                                   |
| Wasserlinienlänge                 | 8,80 m                                   |
| Breite                            | 3,18 m                                   |
| Tiefgang                          | 1,80 m                                   |
| Masthöhe über Wasser, ohne Windex | 14,35 m                                  |
| Stehhöhe im Salon                 | 1,87 m                                   |
| Verdrängung                       | 4350 kg                                  |
| Gewicht Bleikiel                  | 1680 kg                                  |
| Segelfläche mit Genuafock         | 47,2 m²                                  |
| Motor                             | Yanmar 3YM20C/SD20, 22 PS, Drei Zylinder |
| Höchstgeschwindigkeit (mit Motor) | 6 Knoten                                 |
| Dieseltank                        | 100 Liter                                |
| Wassertank                        | 200 Liter                                |
| Fäkalientank                      | 50 Liter                                 |
| CE-Kategorie                      | A (unbegrenzte Ozeanfahrt)               |